# Simon Deli
Simon Désiré Sylvanus Deli, né le 27 octobre 1991 à Abidjan en Côte d'Ivoire, est un footballeur international ivoirien, qui évolue au poste de défenseur central à İstanbulspor.

## Biographie

### Carrière internationale
Simon Deli compte 4 sélections avec l'équipe de Côte d'Ivoire depuis 2015.
Il est convoqué pour la première fois en équipe de Côte d'Ivoire par le sélectionneur national Hervé Renard, pour un match amical contre l'Angola le 26 mars 2015. Le match se solde par une victoire 2-0 des Ivoiriens.

## Palmarès
- Avec l'Africa Sports
  - Champion de Côte d'Ivoire en 2011

- Avec le Dynamo České Budějovice
  - Champion de Tchéquie de D2 en 2014

- Avec le Slavia Prague
  - Champion de Tchéquie en 2017

- Club Bruges KV 
  -  Championnat de Belgique
    - Champion : 2020